# Psychotria vichadensis
Psychotria vichadensis är en måreväxtart som beskrevs av Paul Carpenter Standley. Psychotria vichadensis ingår i släktet Psychotria och familjen måreväxter. Inga underarter finns listade i Catalogue of Life.